# CityNightLine
CityNightLine (CNL) was een merknaam voor nachttreinen in Duitsland, Zwitserland en Oostenrijk. De naam ontstond na de creatie van een gelijknamige spoorwegonderneming in 1992. Het merk werd na 1999 een merknaam van de DB voor zijn nachttreinen, totdat de laatste nachttreinen van de DB eind 2016 werden geschrapt. Een aantal treindiensten werden door ÖBB Nightjet vervangen.

## Geschiedenis
In 1991 werd DACH Hotelzug AG opgericht door een samenwerking met DB, ÖBB en SBB bij de exploitatie van nachttreinen, in de vorm van een joint venture. Deze samenwerking bestelde nieuw materieel, dat vanaf 28 mei 1995 in dienst ging. Op dit moment werd gestart met de merknaam: CityNightLine.
Bij het begin van CityNightline werden alleen routes bediend in de thuismarkten van de deelnemende spoorwegmaatschappijen. Vanaf 2003 werden ook routes naar andere landen aangeboden, de eerste nieuwe verbinding verbond Amsterdam met Zürich en München.
Sinds 1999 is het bedrijf CityNightLine AG in handen van DB, dat de naam ging gebruiken voor al zijn nachttreinen. De eerdere merknamen DB Nachtzug en UrlaubsExpress werden hierbij vervangen door CityNightLine. Na de overname werd al het materieel in DB-kleuren gespoten. In de jaren die volgden werd het netwerk flink uitgebreid, op het hoogtepunt werden 29 verbindingen bediend die 9 landen aandeden: België, Denemarken, Duitsland, Frankrijk, Italië, Nederland, Oostenrijk, Zwitserland en Tsjechië.
Op 1 januari 2010 werden de activiteiten van CityNightLine overgenomen door het DB-bedrijfsonderdeel DB AutoZug, waarmee het een volwaardig deel werd van de Deutsche Bahn. Het bedrijf CityNightLine AG werd op 7 juni 2011 uit het handelsregister Kanton Zürich verwijderd.
Op 17 december 2015 maakte Deutsche Bahn bekend dat eind 2016 alle nachttreinen zouden worden opgeheven. De DB leed zwaar verlies, en door toenemende concurrentie van lowbudgetmaatschappijen en langeafstandsbussen konden geen investeringen worden gedaan in nieuw materieel. De laatste nachttreinen van de Deutsche Bahn verdwenen eind 2016, dit betekende het einde van de CityNightLine.

### CityNightLine in Nederland
Nadat NS Internationaal in 2003 stopte met het aanbieden van internationale nachttreinen, startte CityNightLine tegelijkertijd met zijn eerste verbinding van en naar Nederland, een dagelijkse trein van Amsterdam Centraal naar Zürich HB en München. Deze verbinding werd in de wintermaanden verlengd naar de skigebieden in de Alpen, naar respectievelijk naar Brig en Garmisch-Partenkirchen. Binnen Nederland werden deze treinen gereden met locomotieven uit de serie 1800, het personeel op de trein werd geleverd door CityNightLine, doch was er vaak één Nederlandstalige medewerker van NS International aan boord.
Op 9 december 2007 werd het netwerk flink uitgebreid. Er werden nieuwe verbindingen opgezet vanuit Amsterdam naar Kopenhagen en Praag, en naar Wenen en Milaan. De trein naar Kopenhagen en Praag nam bovendien EuroNight-rijtuigen mee naar Warschau, waaronder ook koersrijtuigen voor Minsk en Moskou. Op ditzelfde moment werd de materieelinzet gewijzigd, DB Schenker Rail zette vanaf dit moment haar locomotieven uit de serie 1600 en de serie Baureihe 189 in voor de tractie in Nederland. Vanaf dat moment werd er eveneens geen Nederlandstalig personeel op de treinen ingezet. Het boordpersoneel werd indertijd gevormd door Duitstalige medewerkers.
De verbinding naar Milaan en Wenen werd eind 2009 binnen Nederland opgeheven. Een jaar later, op 13 december 2010 nam NS de exploitatie over binnen Nederland, waarbij locomotieven van het type 1700 ingezet werd, en er personeel van NS Reizigers (één machinist en één hoofdconducteur) op de trein te vinden was tot Emmerich voor het besturen van de locomotief en de aanwezige procedures - waaronder de vertrekprocedure - in Nederland.
De verbindingen naar Kopenhagen, Praag en Warschau werden in de loop van 2014 opgeheven, waarna uitsluitend de verbinding naar Zürich en München resteerde.
Vanaf 1 augustus tot 13 december 2014 werd er tijdelijk gereden met door NS gehuurde Baureihe 189-locomotieven tussen Amsterdam en Emmerich. De inzet van de BR 189 was nodig, omdat het baanvlak tussen Zevenaar en Emmerich uitgerust werd met het beveiligingssysteem ERTMS. Vanaf de dienstregeling 2015 werd de tractie verzorgd door TRAXX locomotieven die op dat ogenblik ook op de HSL Zuid werden ingezet en nam NS International de tractie over van NS Reizigers. Er vond geen wissel van locomotief en machinist meer plaats in Emmerich doordat NS International een TRAXX locomotief en eigen trainmanagers en machinisten - die óók ICE International en de Intercity naar Berlijn rijden en daarmee dus bekend zijn met de Duitse regelgeving - tussen Amsterdam en Keulen Hbf/Frankfurt Hbf inzette. Met ingang van dienstregeling 2016 werd CityNightLine geïntegreerd in de dienstregeling met ICE International. CityNightLine zelf werd daardoor uitgebreid met Duitse intercityrijtuigen met louter zitplaatsen.
Op 9 december 2016 vertrok de laatste CityNightLine vanuit Amsterdam naar Zürich en München.

## Materieel
CityNightLine-treinen bestonden over het algemeen uit zit-, lig- en slaaprijtuigen. Aanvankelijk hadden alle treinen een boordrestaurant. Alle treinen boden een slaapruimte voor rolstoelgebruikers, en een speciale afdeling voor het vervoer van fietsen en grote bagage. De zit- en ligrijtuigen waren bestaande rijtuigen van de Deutsche Bundesbahn en de Deutsche Reichsbahn. De slaaprijtuigen zijn speciaal voor CityNightLine ontwikkeld.

### Slaaprijtuigen
Op het netwerk werden twee soorten slaaprijtuig gebruikt: Dubbeldeks-slaaprijtuigen (type WLABm en WLBm) en Comfortline-slaaprijtiugen (WLABmz). De dubbeldeks-rijtuigen zijn in 1992 besteld en speciaal ontwikkeld voor CityNightLine. Rijtuigen van het type WLABm boden op de bovenverdieping luxe slaapkamers met eigen sanitaire voorzieningen, de rijtuigen van het type WLBm boden alleen traditionele kamers met twee bedden per kamer. Beide types boden grotere kamers voor maximaal 4 passagiers.
De rijtuigen van het type Comfortline werden in 2004 geleverd. Deze rijtuigen boden twaalf kamers met drie bedden, van de twaalf kamers waren er drie voorzien van eigen sanitaire voorzieningen.

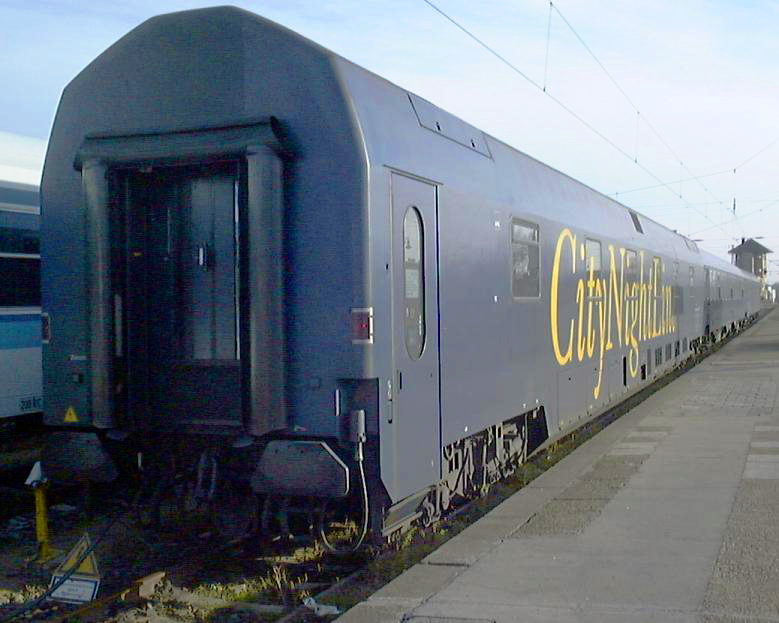
Dubbeldeks slaaprijtuig in de oude CNL-kleuren
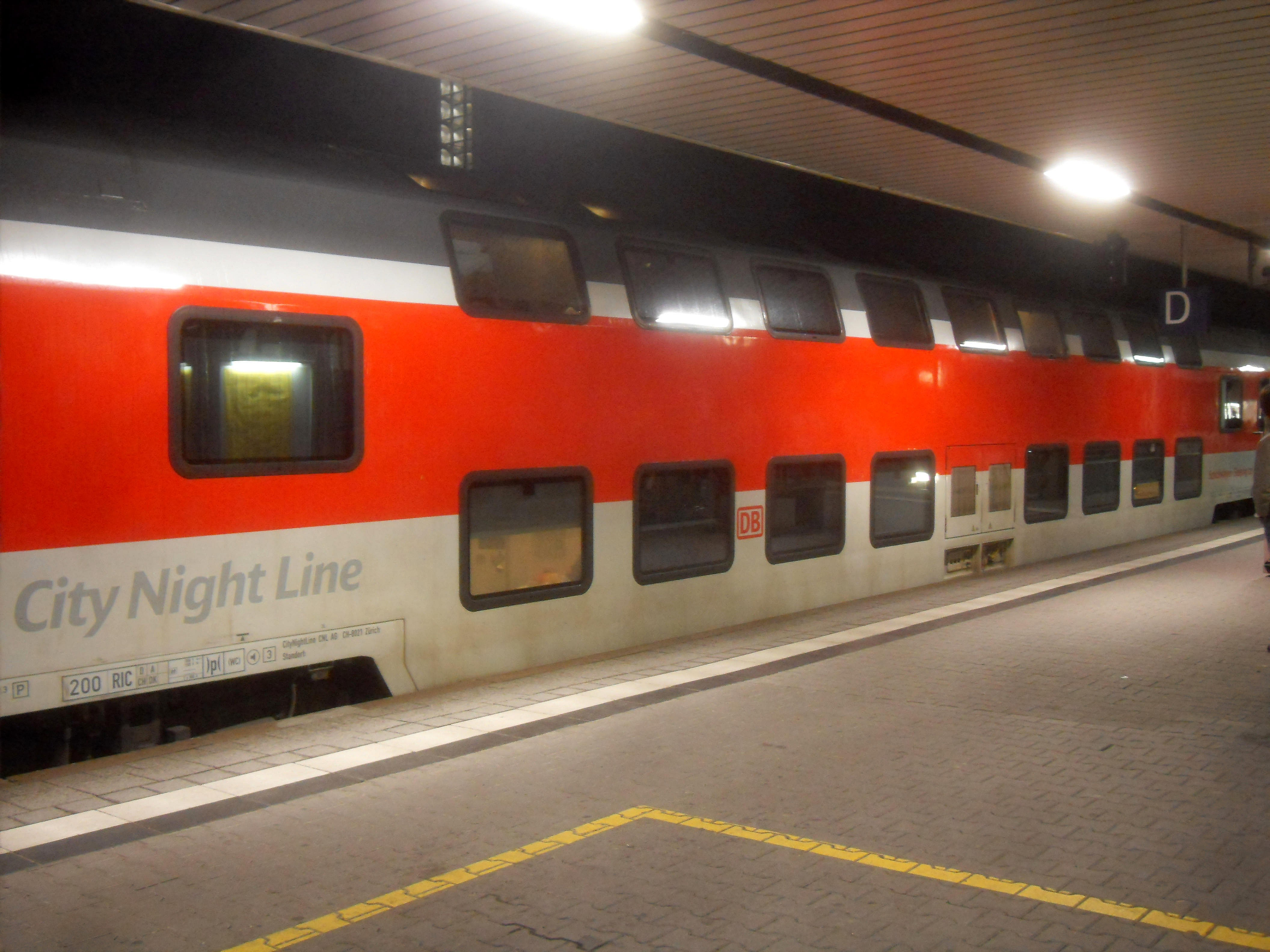
Dubbeldeks slaaprijtuig in de nieuwe CNL-kleuren
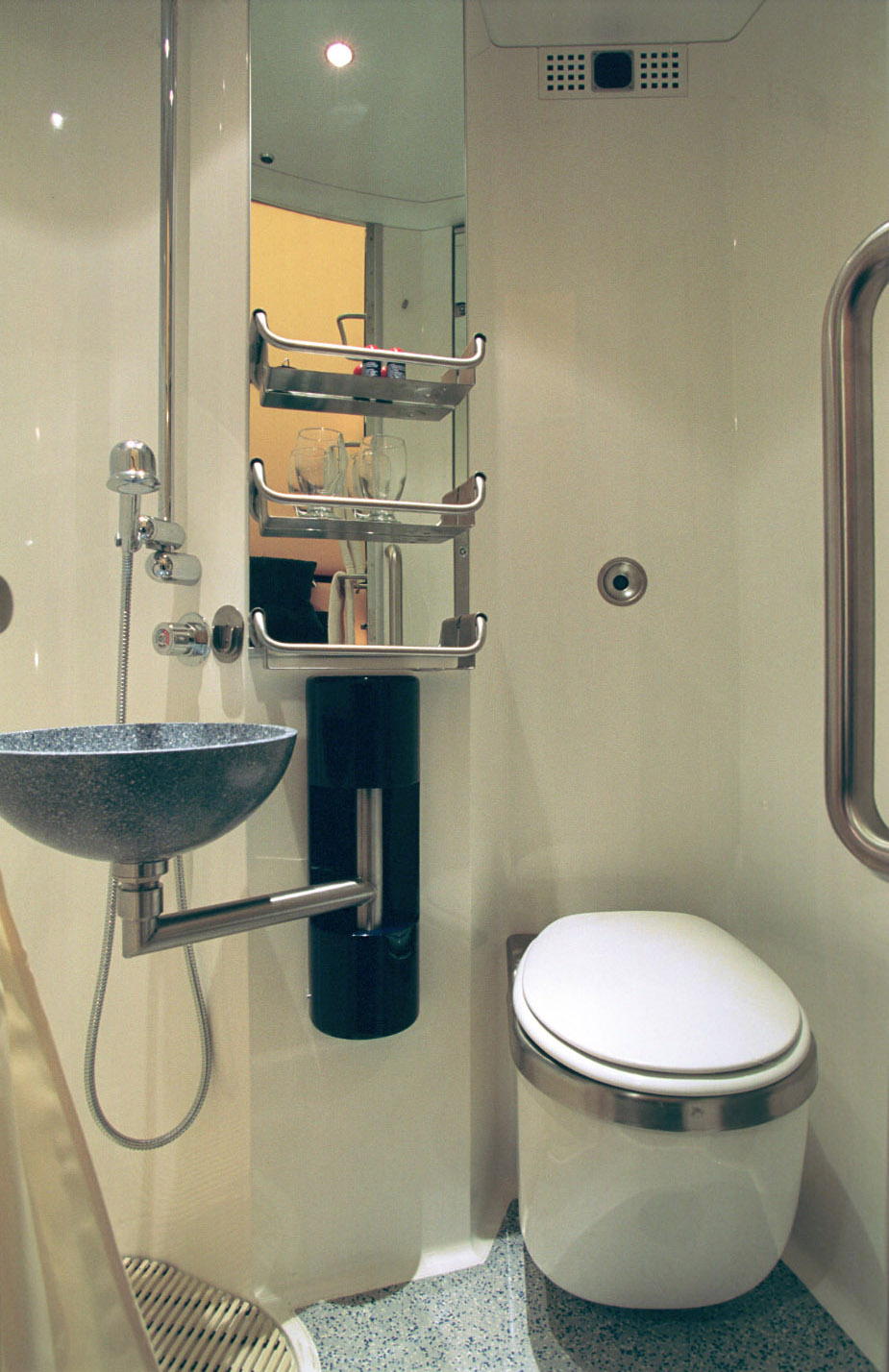
Privé-badkamer in een Comfortline-rijtuig (Comfortline Deluxe)
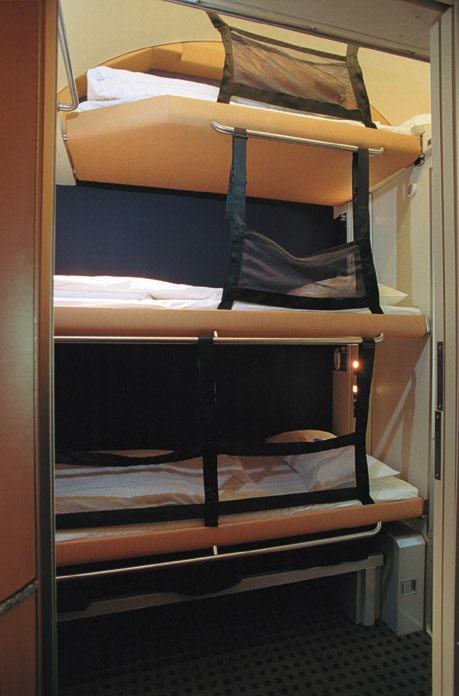
Bedden in een Comfortline-rijtuig (met valbescherming)
Bedden in een dubbeldeks-rijtuig
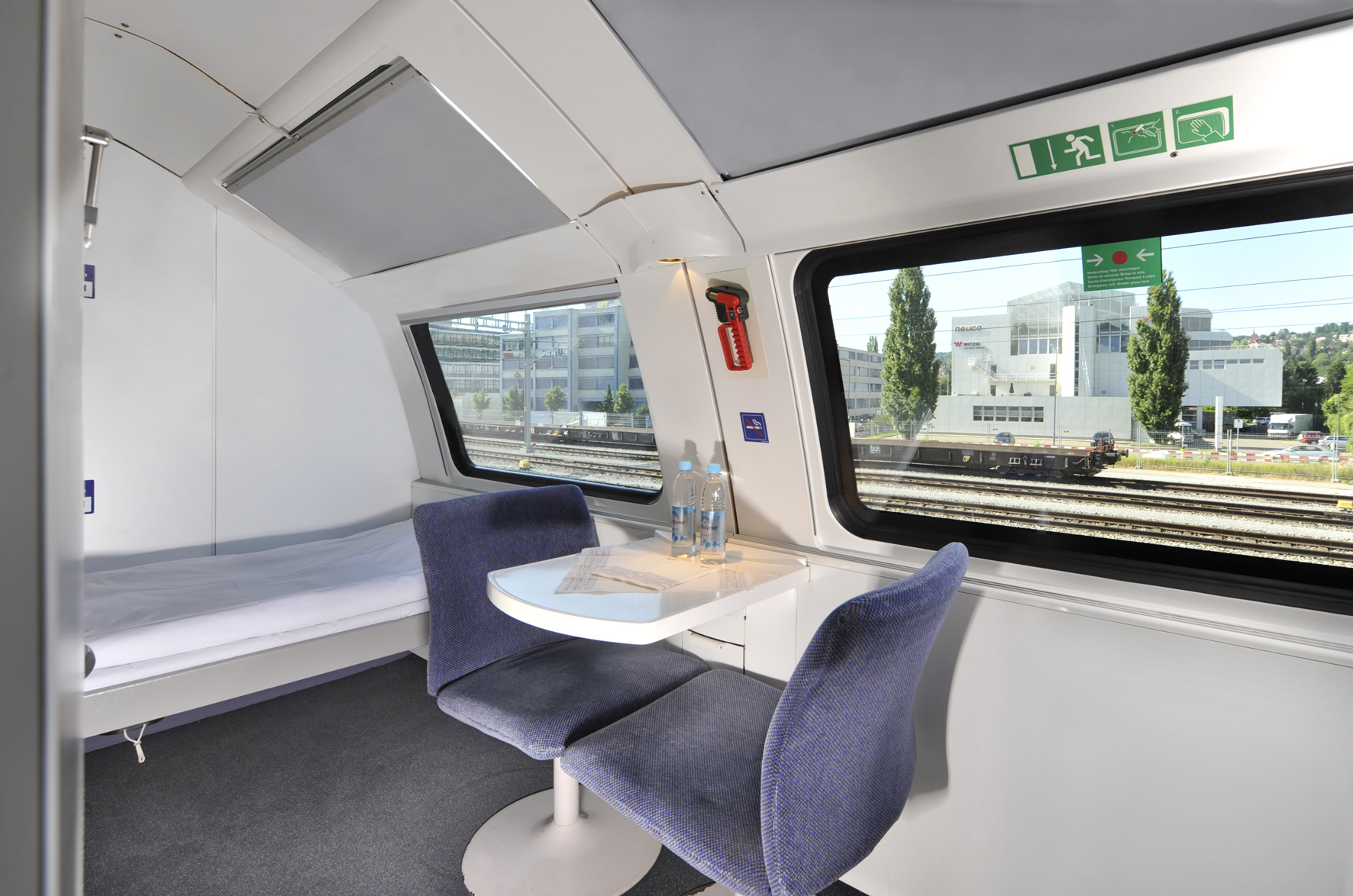
Luxe slaapkamer in een dubbeldeks-rijtuig

### Ligrijtuigen
De ligrijtuigen zijn afkomstig van de Deutsche Bundesbahn en de Deutsche Reichsbahn en zijn na overname grondig gerenoveerd. De ligrijtuigen boden, naar wens, vier of zes ligplaatsen per coupé. Er waren drie types in gebruik:
- Standaard ligrijtuig (type 248.5)
- Ligrijtuig met voorziening voor rolstoelgebruikers (type 249.1)
- Ligrijtuig met extra bagageruimte (type 874.1)

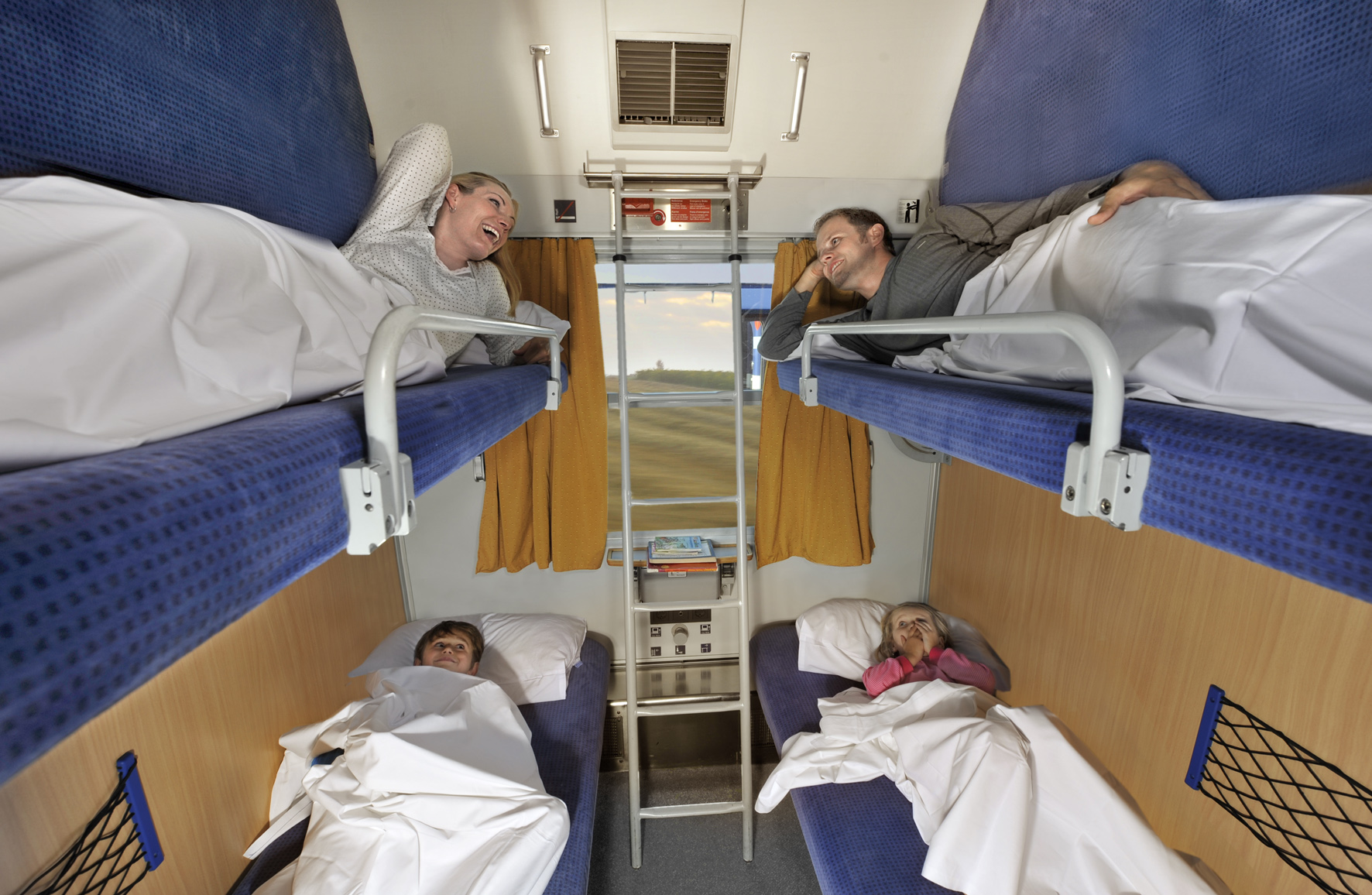
Ligrijtuig, met vier bedden
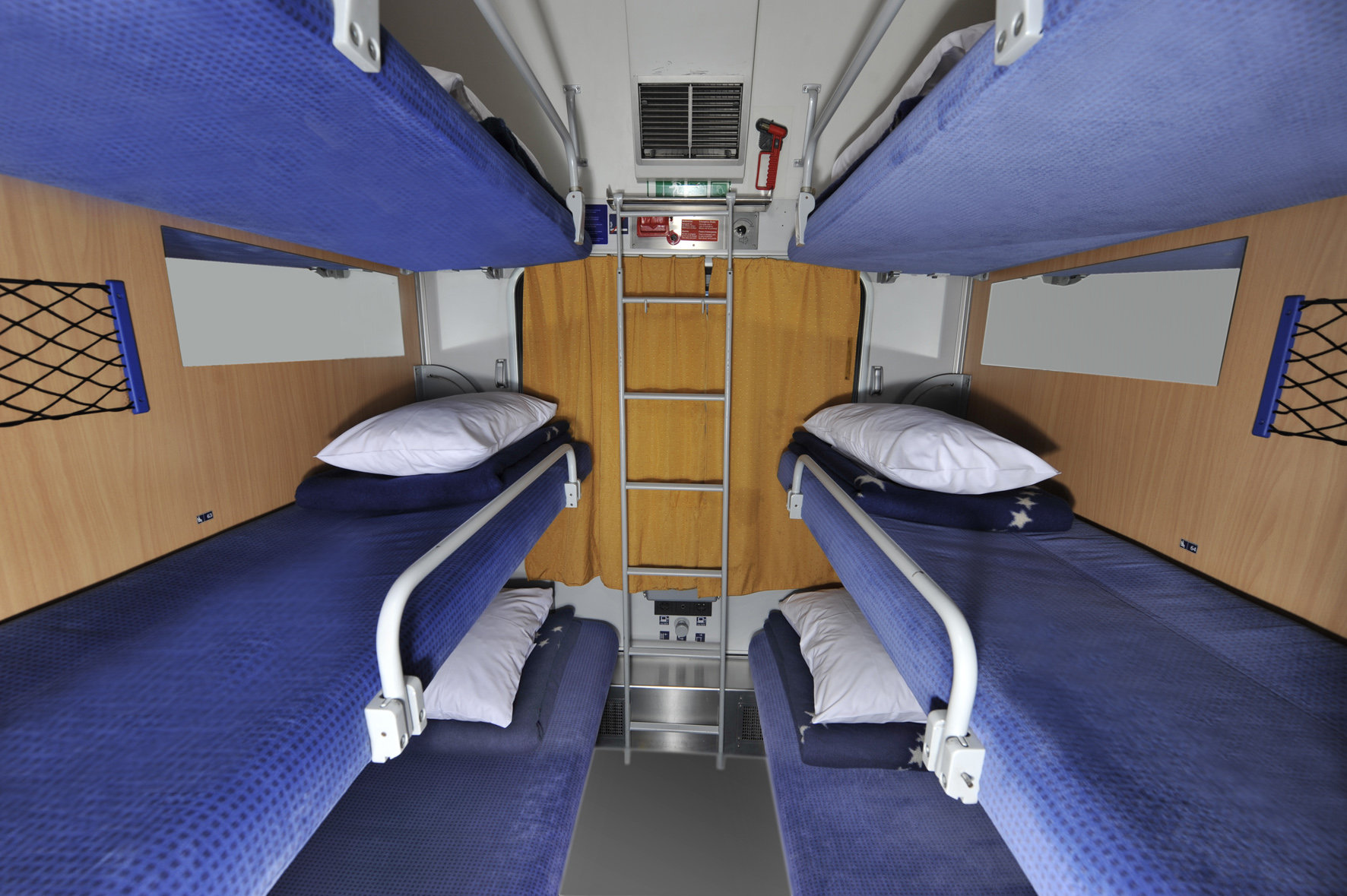
Ligrijtuig, met zes bedden
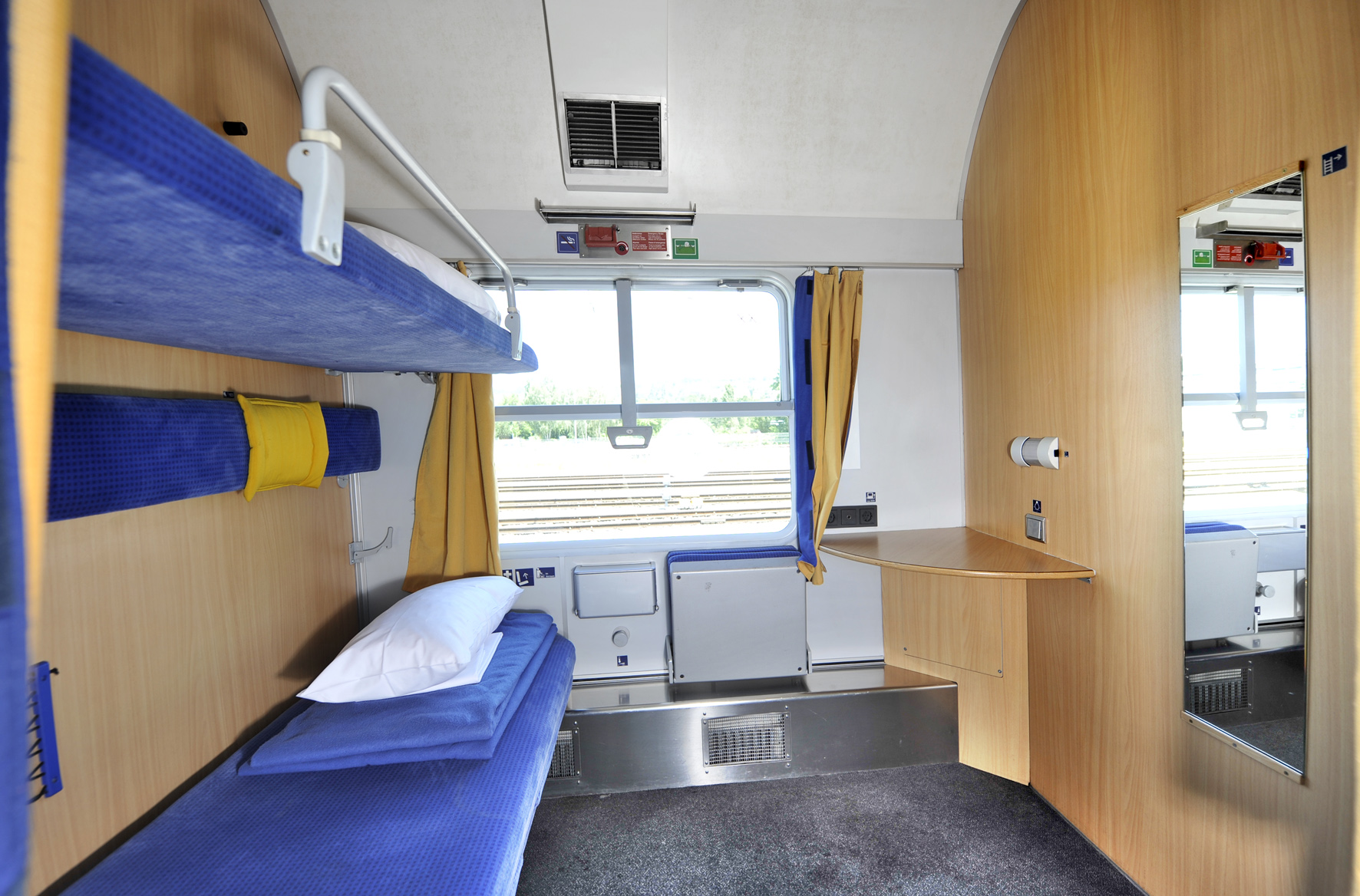
Afdeling voor rolstoelgebruikers
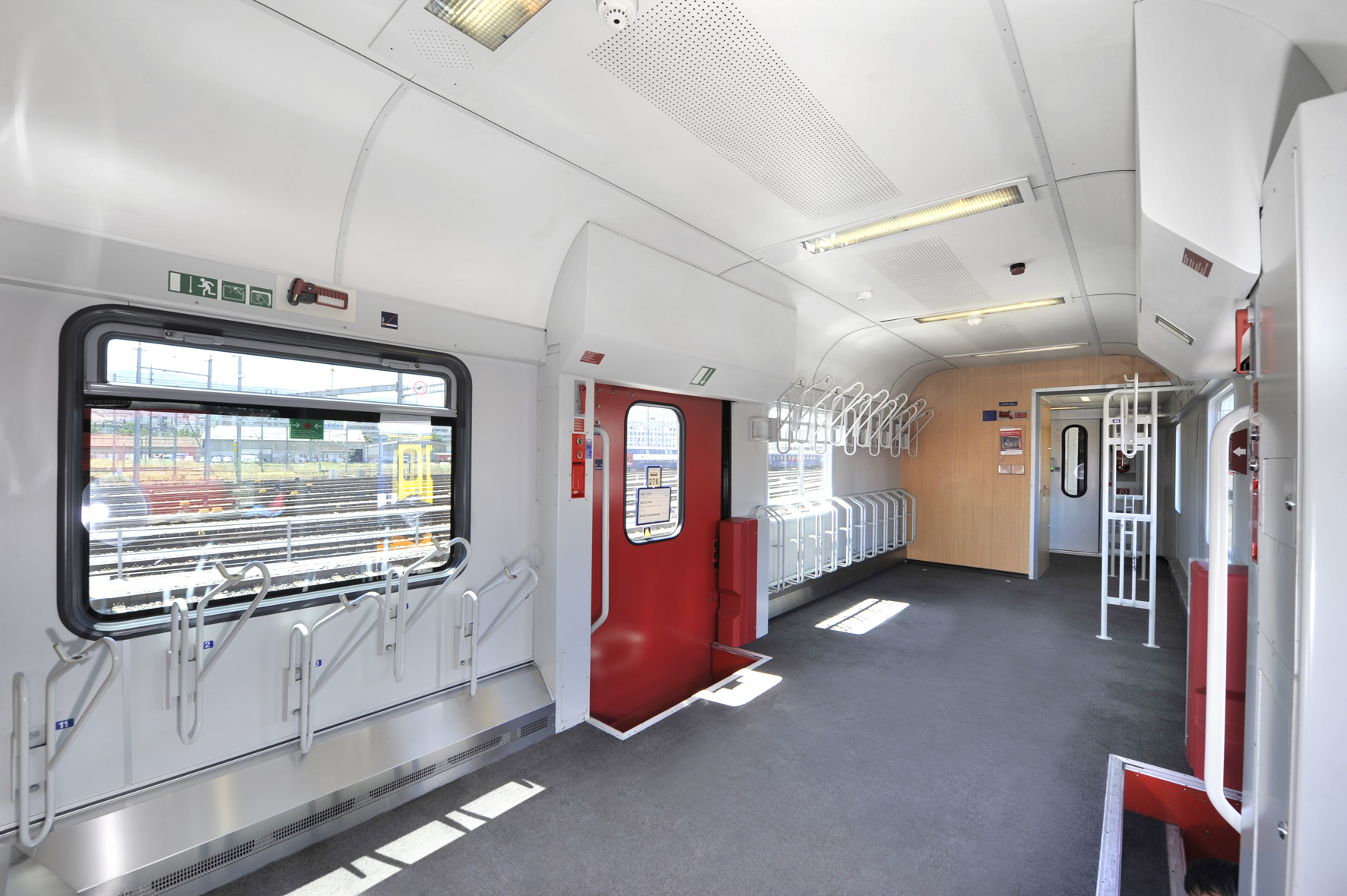
Afdeling voor fietsen

### Zitrijtuigen
CityNightline differentieerde tussen twee soorten rijtuigen: rijtuigen met traditionele zitplaatsen en een fietsruimte (type 236.9) en rijtuigen met ruststoelen (type 875.x).

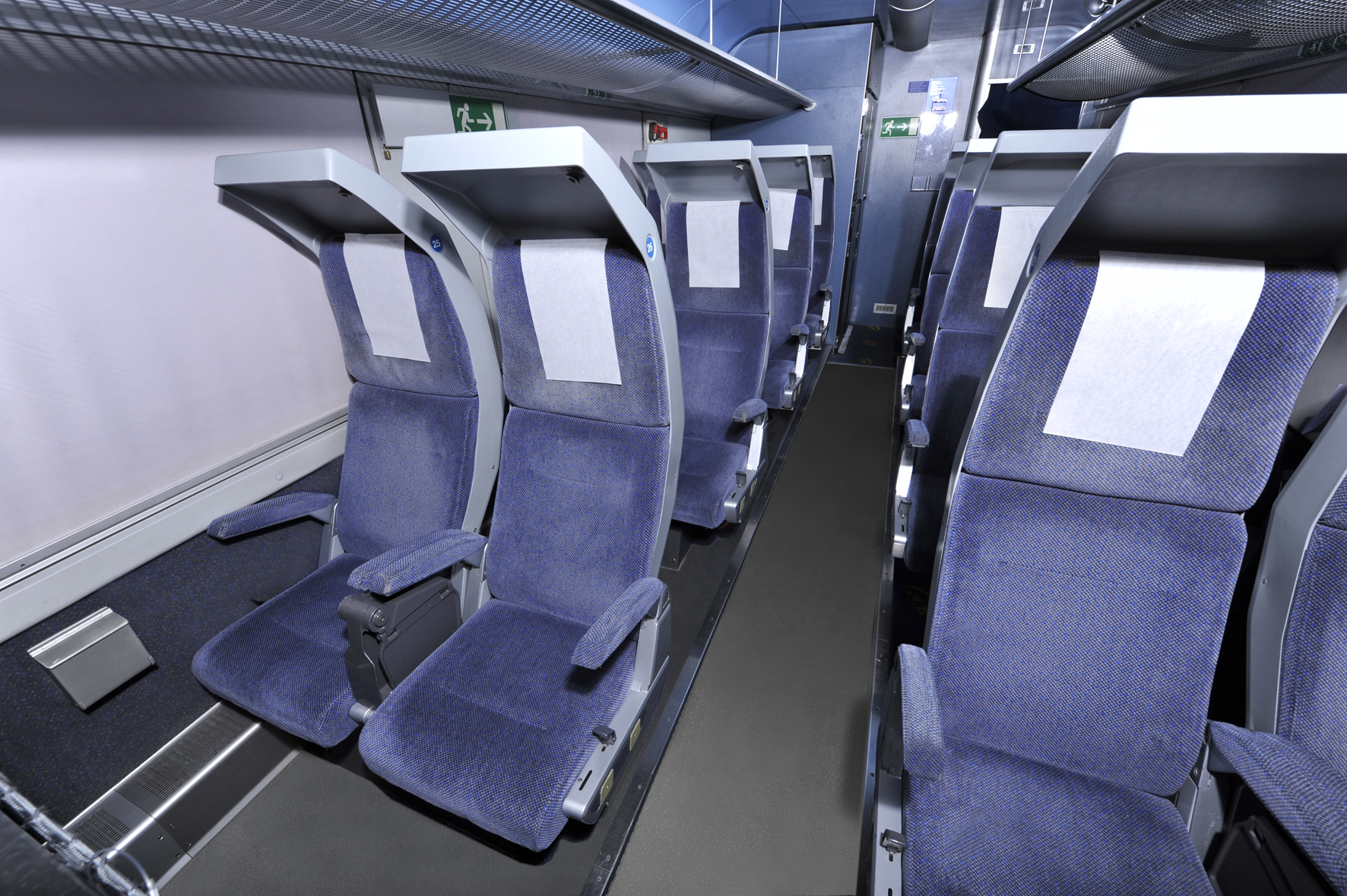
Ruststoelen

### Talgo-treinstellen in Duitsland

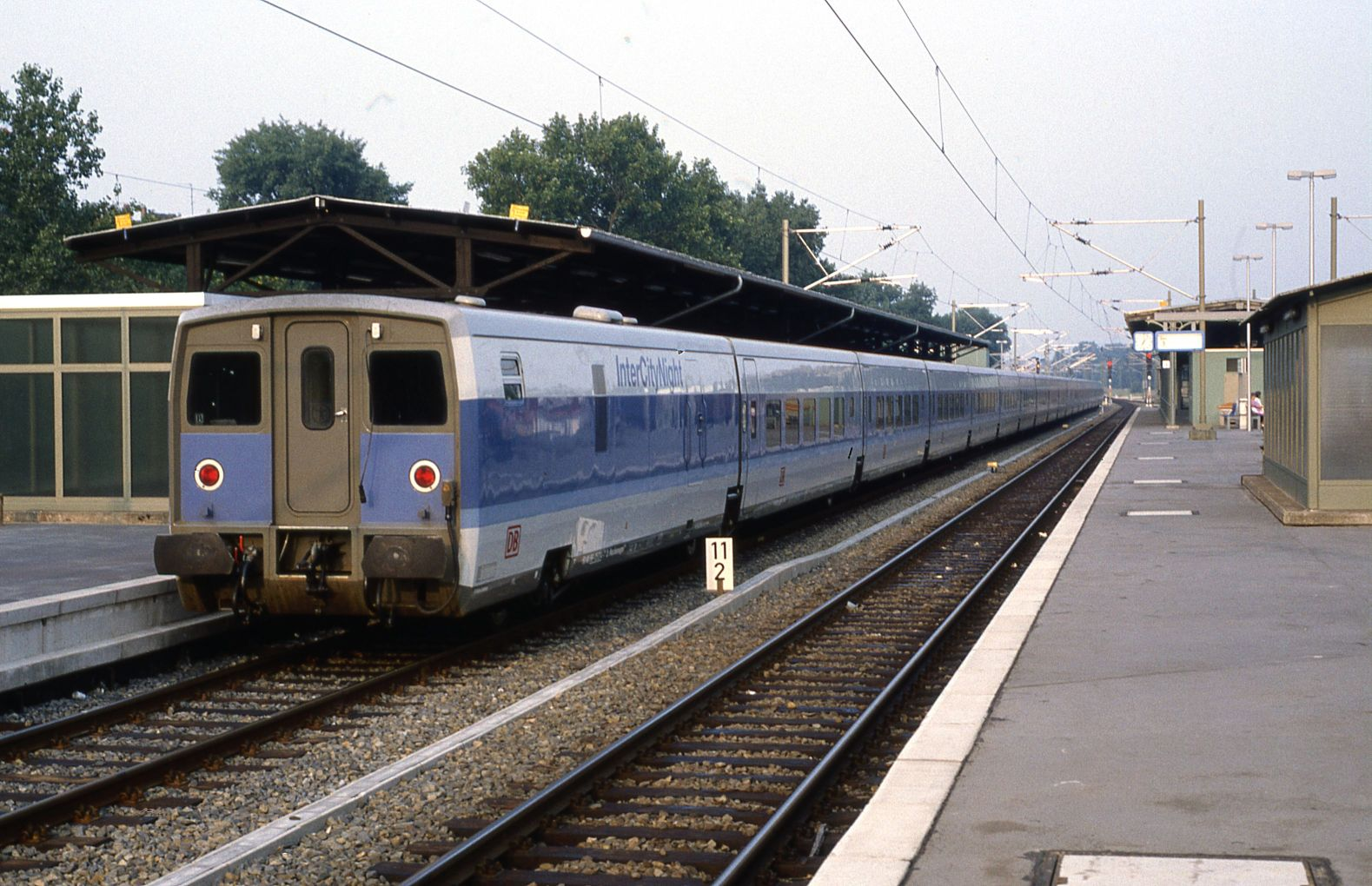
Talgo-Nachtzug van de Deutsche Bahn te Berlijn-Charlottenburg

Een buitenbeentje qua materieelinzet vormden de verbindingen München - Hamburg en München - Berlijn. Op deze verbindingen werden sinds 1994 Talgo-rijtuigen ingezet. Aan boord waren aanvankelijk twee reisklassen; zitplaatsen en bedplaatsen. Later is er een derde reisklasse in het middelsegment aan toegevoegd; separate ligplaatsen die van de gang gescheiden zijn met een gordijn. De Talgo-rijtuigen boden de mogelijkheid om door middel van een speciale installatie van spoorwijdte te wisselen, deze mogelijkheid was binnen Duitsland niet nodig. Wel is in 2005 een testrit gemaakt tussen Berlijn en Sint-Petersburg via Gdansk, Kaliningrad, Vilnius en Riga. Een verbinding met Spanje behoorde tot de mogelijkheden. Tot een commerciële inzet op deze verbindingen is het niet gekomen. De Talgo-treinstellen per 12 december 2009 terzijde gesteld.

## Treindiensten CityNightLine
De vaste dienstregeling bestond uit de volgende verbindingen:
| Treinnummer                                 | Naam                    | Trajectverloop | Startdatum       | Einddatum        | Overname                                                                          |
| Binnen Duitsland                            | Binnen Duitsland        | Binnen Duitsland | Binnen Duitsland | Binnen Duitsland | Binnen Duitsland                                                                  |
| ------------------------------------------- | ----------------------- | --- | ---------------- | ---------------- | --------------------------------------------------------------------------------- |
| 1200/1201 (2007-2009) 1246/1247 (2009-2015) | Pluto                   | München Ostbahnhof – München Hbf – Augsburg Hbf – Fürth (Bay) Hbf – Halle (Saale) Hbf – Potsdam Hbf – Berlin-Wannsee – Berlin Zoologischer Garten – Berlin Hbf – Berlin Ostbahnhof – Berlin-Lichtenberg | 9 december 2007  | 12 december 2015 |                                                                                   |
| 1288/1289 (2007-2009) 1286/1287 (2009-2015) | Meteor                  | München Ostbahnhof – München Hbf – München–Pasing – Augsburg Hbf – Hannover Hbf – Bremen Hbf – Hamburg–Harburg – Hamburg Hbf – Hamburg Dammtor – Hamburg–Altona | 9 december 2009  | 9 december 2016  | Verbinding overgenomen door ÖBB Nightjet                                          |
| Van en naar Nederland                       |                         | |                  |                  |                                                                                   |
| 318/319                                     | Pollux                  | Amsterdam Centraal – Utrecht Centraal – Arnhem – Duisburg Hbf – Düsseldorf Hbf – Köln Hbf – Bonn Hbf – Koblenz Hbf – Stuttgart Hbf – Plochingen – Göppingen – Geislingen (Steige) – Ulm Hbf – Günzburg – Augsburg Hbf – München Hbf | 7 december 2003  | 9 december 2016  | Reed op winterse zaterdagen verder naar Garmisch – Partenkirchen                  |
| 40418/40419                                 | Pegasus                 | Amsterdam Centraal – Utrecht Centraal – Arnhem – Duisburg Hbf – Düsseldorf Hbf – Köln Hbf – Bonn Hbf – Koblenz Hbf – Karlsruhe Hbf – Baden-Baden – Offenburg – Freiburg (Breisgau) Hbf – Basel Bad Bf – Basel SBB – Baden – Zürich HB | 7 december 2003  | 9 december 2016  | Reed op winterse zaterdagen verder naar Brig                                      |
| 378/379                                     | Kopernikus              | Amsterdam Centraal – Utrecht Centraal – Arnhem – Emmerich – Oberhausen Hbf – Duisburg Hbf – Düsseldorf Hbf – Köln Hbf – Solingen Hbf – Wuppertal Hbf – Hagen Hbf – Dortmund Hbf – Hamm (Westf) – Bielefeld Hbf – Hannover Hbf (dienst stop) – Berlin Hbf – Berlin Ostbahnhof – Berlin–Schönefeld Flughafen – Dresden–Neustadt – Dresden Hbf – Bad Schandau – Děčín hlavní nádraží – Ústi nad Labem hlavní nádraží – Praha Holešovice | 9 december 2007  | 13 december 2014 |                                                                                   |
| 40347/40348                                 | Borealis                | Amsterdam Centraal – Utrecht Centraal – Arnhem – Emmerich – Oberhausen Hbf – Duisburg Hbf – Düsseldorf Hbf – Köln Hbf – Solingen Hbf – Wuppertal Hbf – Hagen Hbf – Dortmund Hbf – Hamm (Westf) – Bielefeld Hbf – Hannover Hbf – Neumünster – Flensburg – Padborg – Kolding – Odense – Ringsted – Høje Taastrup – København H | 9 december 2007  | 2 november 2014  |                                                                                   |
| 300/301                                     | Apus                    | Amsterdam Centraal – Utrecht Centraal – Arnhem – Emmerich – Düsseldorf Hbf – Köln Hbf – Bonn Hbf – Koblenz Hbf – Mainz Hbf – Frankfurt (Main) Hbf – Mannheim Hbf – Karlsruhe Hbf – Basel Bad Bf – Basel SBB – (Gotthardroute) – Bellinzona – Lugano – Chiasso – Como S. Giovanni – Milano Centrale | 9 december 2007  | 13 december 2009 | Op zondagen via de Simplon-route                                                  |
| 312/313                                     | Donau Kurier            | Amsterdam Centraal – Utrecht Centraal – Arnhem – Emmerich – Düsseldorf Hbf – Köln Hbf – Bonn Hbf – Koblenz Hbf – Mainz Hbf – Frankfurt(Main) Hbf – Mannheim Hbf – Karlsruhe Hbf – Salzburg Hbf – Wels Hbf – Linz Hbf – St. Pölten Hbf – Wien Hütteldorf – Wien Westbahnhof | 9 december 2007  | 13 december 2009 |                                                                                   |
| Van en naar Frankrijk                       |                         | |                  |                  |                                                                                   |
| 236/237                                     | Andromeda               | Hamburg-Altona – Hamburg Dammtor – Hamburg Hbf – Hamburg-Harburg – Bremen Hbf – Osnabrück Hbf – Münster (Westf) Hbf – Dortmund Hbf – Aachen Hbf – Luik-Guillemins – Brussel–Zuid – Quévy - Paris Nord | 9 december 2007  | 14 december 2008 |                                                                                   |
| 242/243                                     | Perseus                 | Berlin Ostbahnhof – Berlin Hbf – Berlin Zoologischer Garten – Berlin–Spandau – Wolfsburg Hbf – Hannover Hbf – Bielefeld Hbf – Aachen Hbf – Luik-Guillemins – Brussel–Zuid - Quévy – Paris Nord | 9 december 2007  | 14 december 2008 |                                                                                   |
| 260/261                                     | Cassiopea               | München Hbf – Augsburg Hbf – Ulm Hbf – Göppingen – Stuttgart Hbf – Pforzheim Hbf – Karlsruhe Hbf – Paris Est | 9 december 2007  | 13 december 2014 |                                                                                   |
| Van en naar Zwitserland                     |                         | |                  |                  |                                                                                   |
| 1242/1243                                   | Berliner                | Berlin Ostbahnhof – Berlin Hbf – Berlin Zoologischer Garten – Berlin–Spandau – Wolfsburg Hbf – Hannover Hbf – Frankfurt (Main) Süd – Mannheim Hbf – Heidelberg Hbf – Karlsruhe Hbf – Offenburg – Freiburg (Breisgau) Hbf – Basel Bad Bf – Basel SBB – Baden – Zürich HB | 24 mei 1998      | 9 december 2016  | Verbinding overgenomen door ÖBB Nightjet                                          |
| 352/353                                     | Orion                   | Basel SBB – Basel Bad Bf – Freiburg (Breisgau) Hbf – Offenburg – Karlsruhe Hbf – Mannheim Hbf – Frankfurt (Main) Süd – Fulda – Leipzig Hbf – Riesa – Dresden–Neustadt – Dresden Hbf – Bad Schandau – Děčín hlavní nádraží – Ústi nad Labem hlavní nádraží – Praha Holešovice | 14 december 2008 | 12 december 2015 |                                                                                   |
| 408/409                                     | Komet                   | Hamburg-Altona – Hamburg Dammtor – Hamburg Hbf – Hamburg–Harburg – Bremen Hbf – Osnabrück Hbf – Münster (Westf) Hbf – Dortmund Hbf – Karlsruhe Hbf – Baden-Baden – Offenburg – Freiburg (Breisgau) Hbf – Basel Bad Bf – Basel SBB – Baden – Zürich HB | 24 mei 1998      | 9 december 2016  | Reed op winterse zaterdagen verder naar Brig, deels overgenomen door ÖBB Nightjet |
| 458/459                                     | Semper                  | Dresden Hbf – Dresden–Neustadt – Riesa – Leipzig Hbf – Naumburg (Saale) Hbf – Weimar – Erfurt Hbf – Gotha – Eisenach – Frankfurt(Main) Süd – Mannheim Hbf – Heidelberg Hbf – Karlsruhe Hbf – Offenburg – Freiburg (Breisgau) Hbf – Basel Bad Bf – Basel SBB – Baden – Zürich HB | 14 december 2008 | 12 december 2015 |                                                                                   |
| Van en naar Oostenrijk                      |                         | |                  |                  |                                                                                   |
| 312/313                                     | Donau Kurier            | Dortmund Hbf – Bochum – Essen Hbf – Duisburg Hbf – Düsseldorf Hbf – Köln Hbf – Bonn Hbf – Koblenz Hbf – Mainz Hbf – Frankfurt (Main) Hbf – Mannheim Hbf – Salzburg Hbf – Linz Hbf – St. Pölten Hbf – Wien Hütteldorf – Wien Westbahnhof | 24 mei 1998      | 8 december 2007  |                                                                                   |
| 43314/43315                                 | Jupiter                 | Dortmund Hbf – Essen Hbf – Duisburg Hbf – Düsseldorf Hbf – Köln Hbf – Bonn–Beuel – Neuwied – Frankfurt (Main) Süd – Salzburg Hbf – Bischofshofen – St. Johann im Pongau – Schwarzach – St. Veit – Dorfgastein – Bad Hofgastein – Bad Gastein – Mallnitz – Obervellach – Spittal Millstättersee – Villach Hbf – Villach Hbf | 9 december 2007  |                  |                                                                                   |
| 13554/13555                                 | Capella                 | Hamburg–Altona – Hamburg Dammtor – Hamburg Hbf – Hamburg–Harburg – Lüneburg – Uelzen – Celle – Hannover Hbf – Göttingen – Kassel–Wilhelmshöhe – Bebra – Fulda – Kufstein – Wörgl Hbf – Brixlegg – Jenbach – Innsbruck Hbf – Telfs – Pfaffenhofen – Ötztal – Landeck – Zams – St. Anton am Arlberg – Langen am Arlberg – Bludenz | 9 december 2007  |                  | Deels overgenomen door ÖBB Nightjet                                               |
| Van en naar Italië                          |                         | |                  |                  |                                                                                   |
| 388/389                                     | Lupus                   | München Hbf – Rosenheim – Kufstein – Wörgl Hbf – Jenbach – Innsbruck Hbf – Brennero/Brenner – Fortezza/Franzensfeste – Bressanone/Brixen – Bolzano/Bozen – Trento – Verona Porta Nuova – Bologna Centrale – Firenze S.M.N. – Chiusi Chianciano Terme – Orvieto – Roma Termini | 9 december 2007  | 9 december 2016  | Overgenomen door ÖBB Nightjet                                                     |
| 40388/40389                                 | Pictor                  | München Hbf – Rosenheim – Kufstein – Wörgl Hbf – Jenbach – Innsbruck Hbf – Brennero/Brenner – Fortezza/Franzensfeste – Bressanone/Brixen – Bolzano/Bozen – Trento – Verona Porta Nuova – S.Bonifacio – Vicenza – Padova – Venezia Santa Lucia | 9 december 2007  | 9 december 2016  | Deels overgenomen door ÖBB Nightjet                                               |
| Van en naar Tsjechië                        |                         | |                  |                  |                                                                                   |
| 40457/40457                                 | Kopernikus              | Praha hlavní nádraží - Praha Holešovice - Ustí nad Labem hlavní nádraží - Bad Schandau - Dresden Hbf - Dresden Neustadt – Berlin Hbf – Potsdam Hbf – Brandenburg Hbf - Bielefeld Hbf - Gütersloh - Hamm(Westf)Hbf - Dortmund Hbf - Bochum Hbf - Essen Hbf – Duisburg Hbf - Düsseldorf Hbf - Köln Hbf | 13 december 2014 | 12 december 2015 |                                                                                   |
| Van en naar Denemarken                      |                         | |                  |                  |                                                                                   |
| 482/483                                     | Hans Christian Andersen | München Hbf – Ingolstadt Hbf – Nürnberg Hbf – Würzburg Hbf – Fulda – Hannover Hbf – Neumünster – Flensburg – Padborg – Kolding – Odense – Ringsted – Høje Taastrup – København H | 9 december 2007  | 15 december 2012 |                                                                                   |
| 40353/50483                                 | Aurora                  | Basel SBB – Basel Bad Bf – Freiburg (Breisgau) Hbf – Offenburg – Karlsruhe Hbf – Mannheim Hbf – Frankfurt (Main) Süd – Fulda – Hannover Hbf – Neumünster – Flensburg – Padborg – Kolding – Odense – Ringsted – Høje Taastrup – København H |                  | 15 december 2012 |                                                                                   |

In de wintermaanden werden extra treinen aangeboden vanuit Dortmund en Hamburg naar Bozen, Selzthal en Wörgl. In de zomermaanden werden koersrijtuigen geboden naar Norddeich Mole.